# MODERN TIMES
『MODERN TIMES』（モダン・タイムス）は、日本のソロプロジェクト・Neat'sが2013年1月26日にdada popから発売した2枚目のオリジナルアルバム。

## 内容
前作『Wonders』から約1年ぶりのオリジナルアルバム。前作同様、一般流通での発売はされず、オフィシャルサイトでの通販限定で発売された。また、今作はライブ会場限定でも発売された。
CD+DVD盤とCD盤の2形態で発売され、DVDには「ナイト・イン・サイダー」「Hello, Alone」「ミス・クラウディの場合」「首飾り」「モダンタイムス」「fog」「0」のスタジオライブと、レコーディングでのドキュメンタリー映像が収録されている。
タイトルはチャールズ・チャップリンが制作した映画『モダン・タイムス』から。資本主義社会で便利になる反面、人間が歯車の一部になって機械化し、想像する力を忘れてしまう序文を読み引用された。機械の歯車じゃなく、五感の歯車を動かして想像を力に変えてほしいという意味が込められている。
今作に収録されている楽曲は前作の発売前後である1年前に、サポートミュージシャン共に合宿形式で制作された。自身で全てを手掛けていた前作と異なり、バンド編成でのワンマンツアー『Neat's 1st tour ～virgin show～』での経験を生かした、バンドスタイルによる楽曲が比重を占めている。

## 収録曲
1. モダンタイムス
作詞・作曲・編曲：新津由衣
今作の表題曲。
2. Hello, Alone
作詞・作曲・編曲：新津由衣
3. PARACHUTE
作詞・作曲・編曲：新津由衣
4. テープレコーダー
作詞・作曲・編曲：新津由衣
5. side-b
作詞・作曲・編曲：新津由衣
6. 宙返りパラソル
作詞・作曲・編曲：新津由衣
7. sigh
作詞・作曲・編曲：新津由衣
8. サイレント・サーカス
作詞・作曲・編曲：新津由衣
9. 空中光園
作詞・作曲・編曲：新津由衣
10. fog
作詞・作曲・編曲：新津由衣